# Parc national de Barranyi
Le parc national de Barranyi est parc national situé dans le golfe de Carpentarie, Territoire du Nord en Australie, à 737 kilomètres au sud ouest de Darwin.
Le parc est connu pour la pêche, les animaux marins (tortues) et les oiseaux.
La baignade est interdite en raison des méduses et des crocodiles.